# امارت بنی‌خالد
امارت بنی‌خالد (به عربی: إماراة بني‌خالد)، امارتی از خاندان حمید و از قبیله بنی‌خالد بود که در سال ۱۶۶۹ میلادی در منطقه شرقی شبه‌جزیره عربستان ساخته شد. باراک بن غریر در سال ۱۰۸۱ قمری، توانست با تکیه بر نیروهای قبیله بنی‌خالد، نیروهای ارتش عثمانی را در الاحساء و شرق عربستان شکست دهد و حکومت مستقلی را در شرق شبه‌جزیره عربستان با مرکزیت شهر المبرز در الاحساء، تشکیل دهد.

## تاریخچه

### نخستین دولت خالدی
ریاست بر بنی‌خالد به شکل سنتی از سوی خاندان حمید انجام می‌شد. دولت بنی‌خالد در طی سده‌های ۱۵ و ۱۸ میلادی بر بیابان‌های اطراف احساء و قطیف تسلط داشت. بنی‌خالد توانست در زمان براک بن غریر از خاندان آل حمید، نیروهای عثمانی را از شهرها و روستاها بیرون و فرمانروایی خود را بر منطقه اعلام کند. بر پایهٔ فرهنگ فولکلور عرب، یکی از رؤسای بنی‌خالد کوشید با جلوگیری از شکار غیرقانونی تخم‌مرغ بادیه در قلمرو خود، از جانور وحشی بیابان (هوبره) در برابر نابودی نگهبانی کند و این‌گونه، این قبیله به لقب «نگاهبان تخم‌های هوبره» که کنایه از برتری مطلق رئیس بر قلمرو خود بود شهرت یافت.

### سرنگونی توسط سعودی‌ها
بنی‌خالدِ خاور عربستان با اعضای قبیله خود که در مهاجرت قبلی خود به سمت شرق در نجد ساکن شده بودند، روابط خود را پابرجا نگه داشتند و همچنین در میان فرمانروایان شهرهای نجدی، مانند معمرِ عیینه، طرفدارانی را به دست آوردند. هنگامی که امیر عیینه باورهای محمد بن عبدالوهاب را پذیرفت، رئیس خالدی به او دستور دست برداشتن از پشتیبانی عبدالوهاب و بیرون‌راندن او از شهر را داد. امیر موافقت کرد و ابن عبدالوهاب به شهر همسایه، یعنی درعیه رفت و دَر آنجا به آل سعود پیوست.
بنی‌خالد همچنان دشمن سرسخت سعودی‌ها و هم‌پیمانان آن‌ها بودند و برای جلوگیری از گسترش سعودی‌ها سعی در یورش به نجد و درعیه را داشتند. تلاش‌های آن‌ها با شکست روبه‌رو شد و سعودی‌ها پس از تسخیر نجد، به قلمرو بنی‌خالد در احساء حمله کردند و العُرَیعر را در سال ۱۷۸۹ از حکومت خلع کردند.

### بازگشت دوباره و برافتادن از قدرت
پس از حمله عثمانی‌ها به عربستان و سرنگونی آل سعود در سال ۱۸۱۸، عثمانی‌ها احساء و قطیف را گشودند و اعضای العُرَیعر را به عنوان فرمانروایان منطقه بازگرداندند.
در این زمان، بنی‌خالد، دیگر آن نیروی توانمند نظامی پیشین را از دست داده‌بود و قبایلی مانند عُجمان، دواسر، سبیع و مُطیْر،شروع به حمله به سرزمین‌های بیابانی بنی‌خالد کردند. آنها همچنین، درگیر اختلافات داخلی بر سر رهبری بودند. اگر چه بنی‌خالد در این دوره توانست با قبیله «عَـنِزّه» هم‌پیمان شود، ولی سرانجام از اتحاد چندین قبیله به همراه آل سعود که در سال ۱۸۲۳ فرمانروایی خود را دوباره در ریاض بَرپا داشتند، مَحروم بود و نبردی دیگر با سُبیْع و آل سعود در سال ۱۸۳۰، حکومت بنی خالد را به پایان رساند. عثمانی بار دیگر در سال ۱۸۷۴ یک فرماندار از بنی‌خالد بر احساء گماشت، ولی فرمانروایی او نیز کوتاه بود.

## فهرست حاکمان خالدی
| نام                       | آغاز حکومت (میلادی) | پایان حکومت (میلادی) |
| ------------------------- | ------------------- | -------------------- |
| بارک بن غریر              | ۱۶۶۹                | ۱۶۸۲                 |
| محمد بن غریر              | ۱۶۸۲                | ۱۶۹۱                 |
| سعدون بن محمد             | ۱۶۹۱                | ۱۷۲۲                 |
| علی بن محمد               | ۱۷۲۲                | ۱۷۳۶                 |
| سلیمان بن محمد آل خلیدی   | ۱۷۳۶                | ۱۷۵۲                 |
| عریعر بن دجین بن سعدون    | ۱۷۵۲                | ۱۷۷۴                 |
| بطین بن عریعر             | ۱۷۷۴                | ۱۷۷۵                 |
| دجین بن عریعر             | ۱۷۷۵                | ۱۷۷۵                 |
| سعدون بن عریعر            | ۱۷۷۵                | ۱۷۸۶                 |
| دویحس بن عریعر            | ۱۷۸۶                | ۱۷۹۳                 |
| زید بن عریعر              | ۱۷۹۳                | ۱۷۹۳                 |
| براک بن عبدالمحسن السرداح | ۱۷۹۳                | ۱۷۹۶                 |